# Agrostis laxa
Agrostis laxa é uma espécie de gramínea do gênero Agrostis, pertencente à família Poaceae.